# ناگای ناگاهیرو
ناگای ناگاهیرو (به ژاپنی: 長井長弘)، ناگای یاجیرو (به ژاپنی: 長井 弥二郎); سامورایی اهل ژاپن بود. وی از ملازمان خاندان توکی، شوگوی (فرماندار) ولایت مینو بود. وی در درگیری بین برادران خاندان پشتیبان توکی یوری‌آکی بود و با توکی یوریتاکه نبرد کرد.